# Astatotilapia tweddlei
Astatotilapia tweddlei là một loài cá thuộc họ Cichlidae.
Loài này có ở Malawi và Mozambique. Môi trường sống tự nhiên của chúng là sông ngòi và hồ nước ngọt.